# Петрушки (Звенигородський район)
Петру́шки — село в Україні, у Селищенській сільській громаді Звенигородського району Черкаської області. У селі мешкає 452 людей.

## Географія
Селом протікає річка Ризінкова.

## Пам'ятки
- Олеськове урочище — заповідне урочище місцевого значення.
- Баня — заповідне урочище місцевого значення.

## Відомі люди
- Шкребтієнко Олександр Герасимович (* 1947) — український генерал-майор.